# 아우로빈도 고시

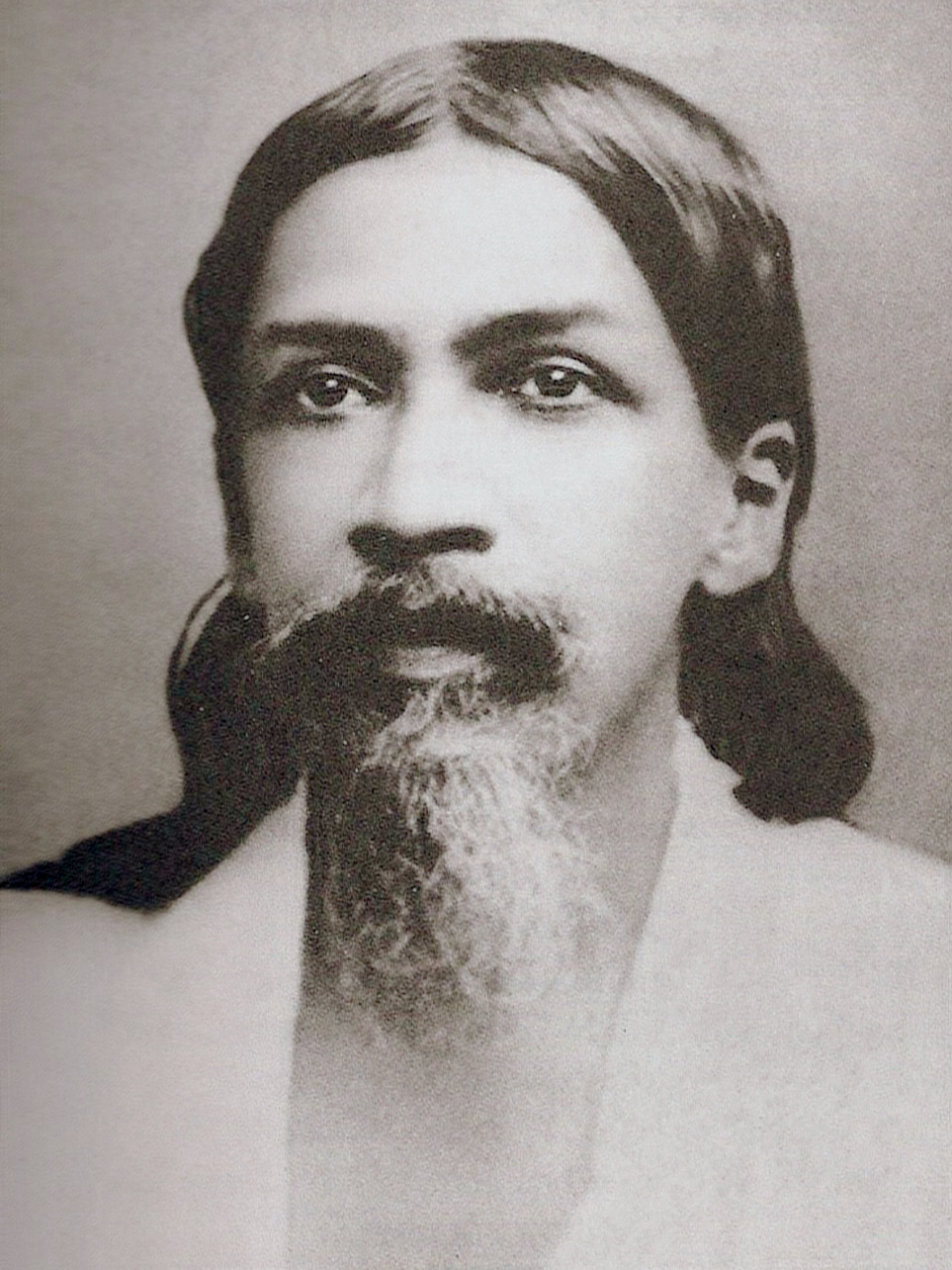

아우로빈도 고시(Aurobindo Ghosh, 1872년~1950년)는 인도의 사상가이다.
캘커타에서 출생해, 일곱살 때 부모와 함께 영국으로 건너가 오랫동안 유럽식 교육을 받았다. 귀국 후에는 민족독립을 위한 정치운동에 참가하여 투옥되기도 하였다. 30세경에 돌연 계시를 받아 정치운동에서 물러나 정신적 완성을 위하여 요가에 전념하였다. 현대 인도에 있어서 깊이 요가를 수행(修行)하고 철학적 사색을 이룩한 사람 중의 하나로 손꼽히고 있으며, '베다' <우파니샤드> 등에 관한 많은 사색과 체험의 결과를 그가 창간한 잡지 <아리야>에 발표하였다. <성스러운 생명(The Divine Life)>은 유명한 것이다. 그는 서양문명을 날카롭게 비판하고 인도의 전통적 정신을 해명하며 그것의 재평가를 시도하여, 새로운 종교적 인간상은 전통적인 인도 사상 속에서 찾아야 할 것이라고 하여 힌두교 정신을 선양하였다.

## 참고 문헌
- 이 문서에는 다음커뮤니케이션(현 카카오)에서 GFDL 또는 CC-SA 라이선스로 배포한 글로벌 세계대백과사전의 내용을 기초로 작성된 글이 포함되어 있습니다.